# Felix van Cantalice

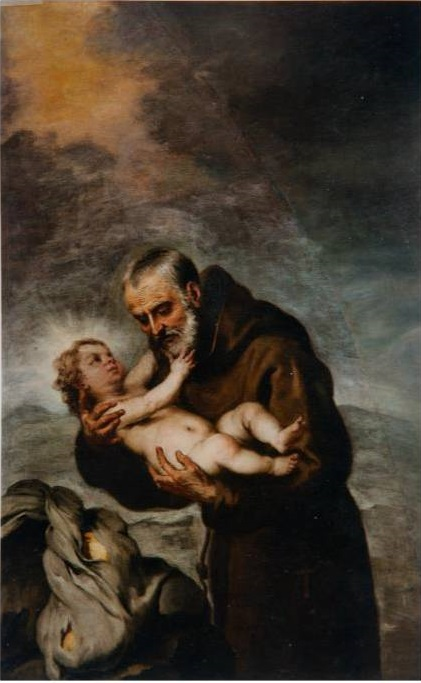
Felix van Cantalice

Felix van Cantalice (Cantalice, 1515 - Rome, 18 mei 1587) is een heilige in de rooms-katholieke Kerk.

## Levensloop
Felix werd geboren als zoon van arme boeren. Op 9-jarige leeftijd kwam hij als herdersjongen bij een boerengezin in Cittaducale, waar hij in religieuze zin werd opgevoed. Op 28-jarige leeftijd (1543) trad hij in bij de Kapucijnen, een orde die pas in 1528 was opgericht.
Felix bleef lekenbroeder. Men stuurde hem naar Rome om daar als aalmoezenbroeder te bedelen voor het klooster. Dit deed hij zijn hele leven, en hij kwam daarbij met veel mensen in contact die hem wonderbaarlijke gaven toedichtten, zoals het vermogen om zieken te genezen, en zelfs dode kinderen weer tot leven te wekken. Ook werden hem profetische gaven toegedicht. Zo zou hij de overwinning in de Slag bij Lepanto voorspeld hebben, en ook wie er tot paus gekozen zou worden.
Hij deed veel boete, waaronder zelfkastijding, en hij zou in een visioen de heilige Maria gezien hebben die hem het Jezuskind in de armen legde. In 1587 stierf hij en zijn stoffelijk overschot werd bijgezet in de Santa Maria della Concezione, de Romeinse Kapucijnenkerk.
In 1625 werd Felix zalig verklaard, en in 1712 werd hij heilig verklaard.

## Attributen
Felix wordt vaak voorgesteld met het Jezuskind in zijn armen. Ook zijn er afbeeldingen waarop hij een bedelzak draagt. Tot de attributen hoort ook het Kapucijner habijt.